# Филимонов, Вадим Иванович
Вади́м Ива́нович Филимо́нов (19 апреля 1947, Ярославль) — художник, диссидент, фотограф и прозаик (автор романов, рассказов и воспоминаний).

## Биография
Родился в семье офицера, прошедшего Великую Отечественную войну; после демобилизации — преподавателя русского языка и литературы, директора школы. Мать — портниха и преподавательница на курсах кройки и шитья; в семье было трое детей.
Детство прошло на Украине — в Херсонской области, в степи. Вадим был болезненным и впечатлительным ребёнком.
В 1952 году семья вернулась в родной город матери, в Ленинград. Вадим начал рано рисовать и первые уроки рисунка получил в кружке рисования в Доме культуры им. Цюрупы (1961—1963).
В 1963 году поступил в Ленинградское Художественное училище (ныне — Таврическое им. Н. К. Рериха), откуда был исключён со второго курса за «формализм». После исключения в течение года работал на Кировском заводе штамповщиком, затем восстанавливался в училище и закончил его с дипломом (1968).
В 1968—1973 годах занимался в так называемой группе «Эрмитаж», которой руководил Г. Я. Длугач: изучал структуру композиций старых мастеров в Эрмитаже (в частности, — Н. Пуссена, П. П. Рубенса, Ф. Гальса; в этой группе принимал участие и профессор Вадима по Художественному училищу — А. П. Зайцев). Классическая живопись, античная скульптура, мифология оказали сильное влияние на последующее творчество Филимонова.
Принимал активное участие в художественном движении независимого искусства и выставлял свои работы в ДК им Газа в декабре 1974 года (всего четыре работы, в том числе — «Интерьер с Афиной» и религиозный триптих).
Через год, в годовщину «бульдозерной выставки» в Москве, он — единственный, кому удалось выставиться с тремя работами в Беляеве.
14 декабря 1975 года участвовал в демонстрации группы диссидентов на Сенатской площади (площади Декабристов) в Ленинграде в память о декабристах, был задержан, допрашивался сотрудником КГБ.
В 1976 году был арестован и приговорен к полутора годам лишения свободы по обвинению в «злостном хулиганстве», в ноябре 1977 года был освобождён условно-досрочно с обязательным привлечением к труду в Новгороде (так называемая «химия»). Бежал оттуда в Ленинград, вновь был арестован, находился в заключении до мая 1978 года. После освобождения некоторое время помогал Татьяне Горичевой и Виктору Кривулину оформлять самиздатский журнал «37».
Был принуждён эмигрировать в конце 1978 года. Жил в Австрии, где стал членом НТС, провёл девять месяцев под Римом в Италии, и в конце ноября 1979 уехал в США как политический эмигрант. В 1979—1985 жил и выставлялся в г. Буффало штата Нью-Йорк (рядом с Великими озёрами и Ниагарским водопадом). Также занимался пересылкой по почте в СССР печатных материалов НТС по случайным адресам (акция «Стрела»).
В мае 1985 года стал американским гражданином и уехал в Западную Германию, где работал в журнале «Посев» в качестве художника. Германия ему всегда импонировала, от готической и романской архитектуры, от Дюрера до экспрессионизма (предпочитаемые экспрессионисты — О. Дикс, Г. Гросс; он так же любит В. Кандинского и сюрреалиста М. Эрнста); от Иоганна Экхарта в мистике до Т. Манна и Э. М. Ремарка в литературе.
На некоторое время Филимонов останавливал работу, увлечённый судьбой своей исторической Родины — России, но после перестройки постепенно вернулся к живописи и участвовал в выставках в Ленинграде-Петербурге: в «Манеже», в Гавани (1988—89), в ЛОСХе (в выставке «Тысячелетие Христианства в России»).
В 1991 году открывается его персональная выставка в Гамбурге, в галерее «Проспеттиве де Арте». В 1994 году в Казани, Ставрополе, Рязани и Москве состоялась передвижная выставка «Диалог иллюзий». Тогда же Русский музей выкупил у Филимонова четыре работы.
В декабре 2003 — январе 2004 года состоялась персональная выставка В. Филимонова «Последнее просветление» в музее нонкормистского искусства на Пушкинской-10. Филимонов также участвовал в выставке в «Манеже», посвящённой тридцатилетию выставок в ДК им. Газа и ДК «Невский» (ноябрь 2004), в Санкт-Петербурге.
В том же 2004 году во Франции, в Гавре, вышла его книга «Я тебя люблю» в серии «Современное искусство».

## Творчество
В 1970—1980 годах он часто писал на темы Евангелия: «Распятие», «Ангел Апокалипсиса», «Лик, как крест», 1978 г.; «Всемирное воздвижение креста», 1976 г. (обе работы — 110×78 см.). Эти работы по духу и по трактовке образов напоминают икону и в то же время своим геометризмом — К. Малевича: чистые формы, без ассоциаций с человеческими; содержание — трансцендентное; красно-чёрно-белые, золотые, синие, исполненные символики, цвета. Филимонов против фактуры и декоративизма цвета; всё — во имя драматизма и величия образа.
Вместе с тем Филимонов, как и один из его духовных наставников, — И. Экхарт не был чужд пантеизму. Его всегда завораживали проблемы духа и плоти, и со временем, особенно после возвращения к живописи в конце 1980 гг., он предпочитал писать сцены из народного фольклора и мифологии, в которых с юмором, но так же с искренним увлечением трактовал темы совокуплений и естественных отправлений: испражняющиеся Красная шапочка, Леда, Даная, «Красавица и Чудовище», Минотавр… Женское тело в этих работах, как дерево и как растение: оно прорастает, набухает, оплодотворяется, выбрасывает свои плоды, соцветия; оно движется и живёт («Вожделение», 1998, «Мифология», 1998).
Такую же энергию художник придавал и работам на библейские сюжеты: «Каин и Авель» (два варианта 1993 и 1998), «Адам и Ева», 1993 (в русском пейзаже); «Иуда Искариот», 1994.
Живопись 1990—2003 становилась ближе к Эль Греко, к экспрессионизму в современном варианте (к Жерару Гарусту во Франции, к Георгу Базеличу в самой Германии). Для Филимонова стало существенно движение широкой кисти, энергия этого движения, приводящая в знаковости.
Его живопись, по своей сути, можно считать акцией, действом.
В работах этого периода активно используются яркие цвета, особенно — бруснично-красные, малиновые и жёлтые, почти — золотые, цветовые тона в контрасте с насыщенными синими, небесными, и травянисто-зелёными пейзажными цветовыми разработками. Цвет в этих работах имеет символичный смысл. Оттуда, с неба, всегда что-то приходит: сияние, луч, всполох. Цветовая масса всегда взбудоражена.
Филимонов — рисовальщик и акварелист. Его работы созданы в водных, смешанных техниках на бумаге отличаются разнообразием и лёгкостью. Он увлечён японскими приёмами: любит тушь, мгновенное движение кисти, иероглифическое пятно. В больших рисунках линия берёт на себя экспрессию движения, образует знак.

## Фотография
В 1980 году в Буффало Филимонов начал заниматься профессиональной фотографией.
Как фотограф, он предпочитал сложные композиции с участием пейзажа, натюрморта, женского или мужского тела, сексуальных символов.
В книге «Я тебя люблю» использовались цветные, чёрно-белые и даже раскрашенные от руки фотографии, но без электронных манипуляций; они эстетизированы и классичны, в традиционном смысле этого слова: в них важен образ, симметрия, уравновешенность, самостийность фрагмента.

## Коллаж
Филимонов как коллажист близок к Максу Эрнсту; но в его работах присутствует и атмосфера И. Босха, с крупными насекомыми, летящими жабами, моллюсками и фантастическими животными, которые доминируют над человеческой массой, их содроганиями и чувственным хаосом. Атмосфера Апокалипсиса, мотивы Ренессанса и реминисценции на темы древнегреческого искусства можно считать возвратом к юности, к Эрмитажу.